# Władimir Pierieturin
Władimir Iwanowicz Pierieturin (ros. Влади́мир Ива́нович Перету́рин, ur. 23 maja 1938 w Moskwie, zm. 22 maja 2017 tamże) – radziecki piłkarz, obrońca. Zwycięzca Spartakiady Narodów RFSRR (1959). Mistrz Sportu ZSRR. Komentator sportowy.
Pochowany na Cmentarzu Dońskim w Moskwie.